# Arxius administratius de Persèpolis

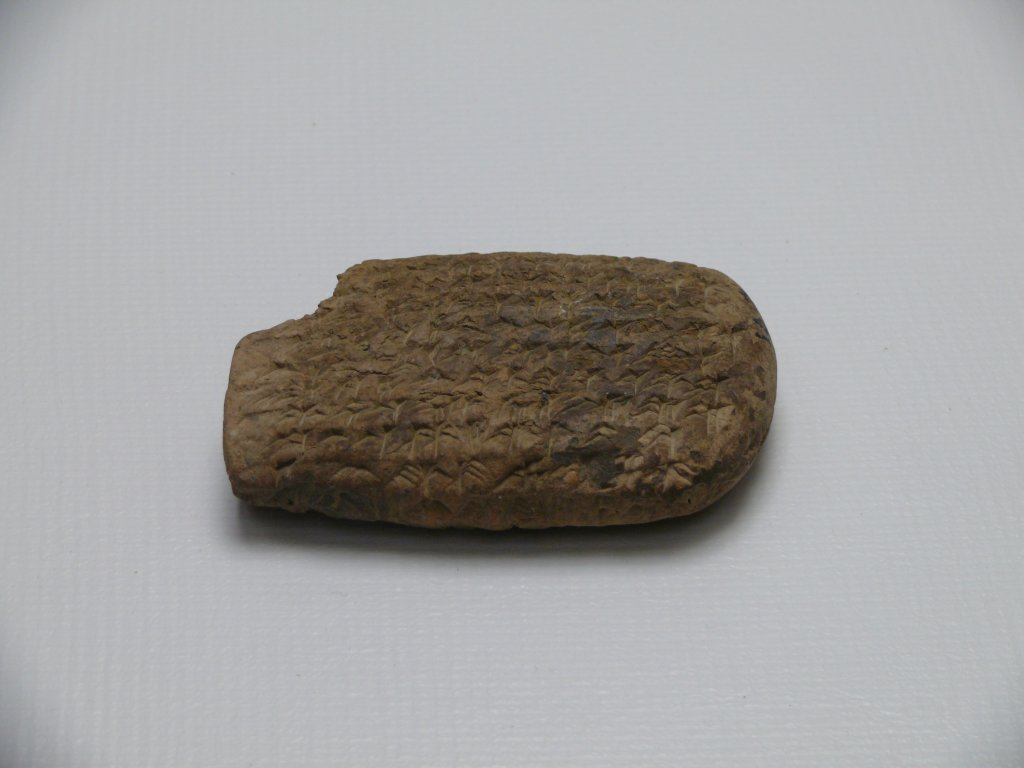
Tauleta d'argila trobada a Persèpolis.

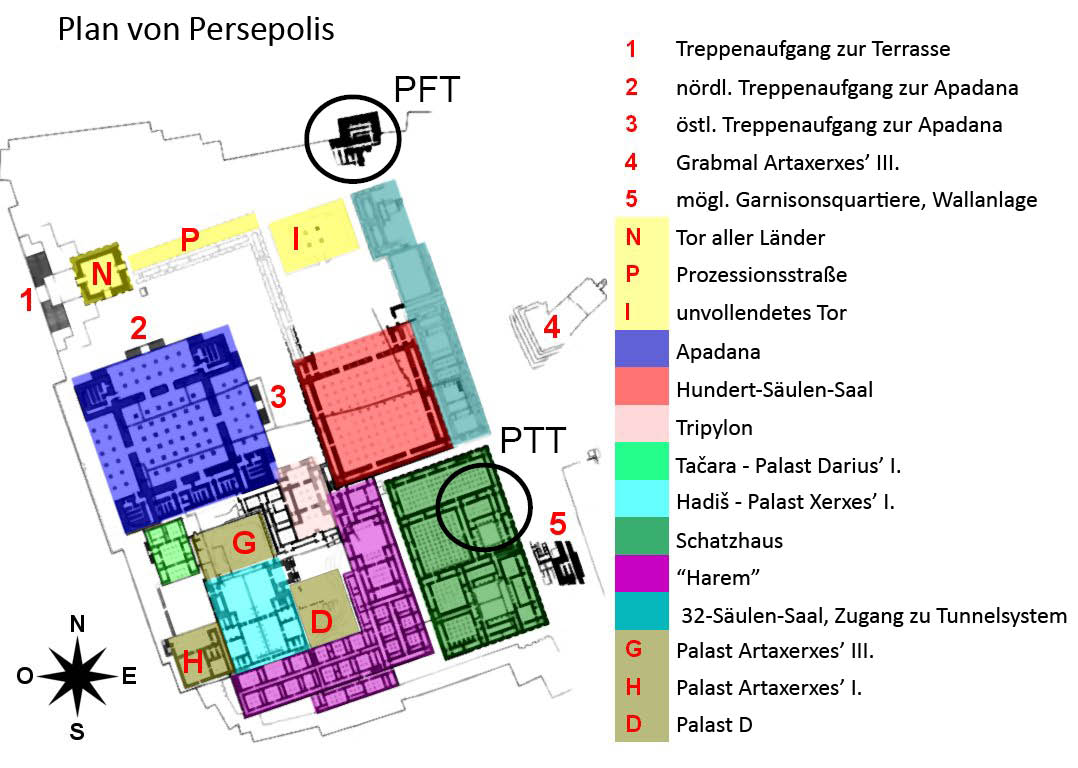
Diagrama del jaciment arqueològic de Persèpolis. PFT: Arxiu de la Fortificació; PTT: Arxiu de la Tresoreria.

Els Arxius Administratius de Persèpolis és un conjunt de dos arxius administratius — l'Arxiu de la Fortificació de Persèpolis i l'Arxiu de la Tresoreria de Persèpolis — que contenen tauletes d'argila que daten de l'Imperi Aquemènida. El descobriment es va fer durant les excavacions dels arqueòlegs de l'Institut Oriental de Chicago a la dècada de 1930 a Persèpolis. Les excavacions van ser dirigides inicialment per Ernst Herzfeld des de 1931 fins a 1934 i van continuar des de 1934 fins a 1939 per Erich Schmidt.

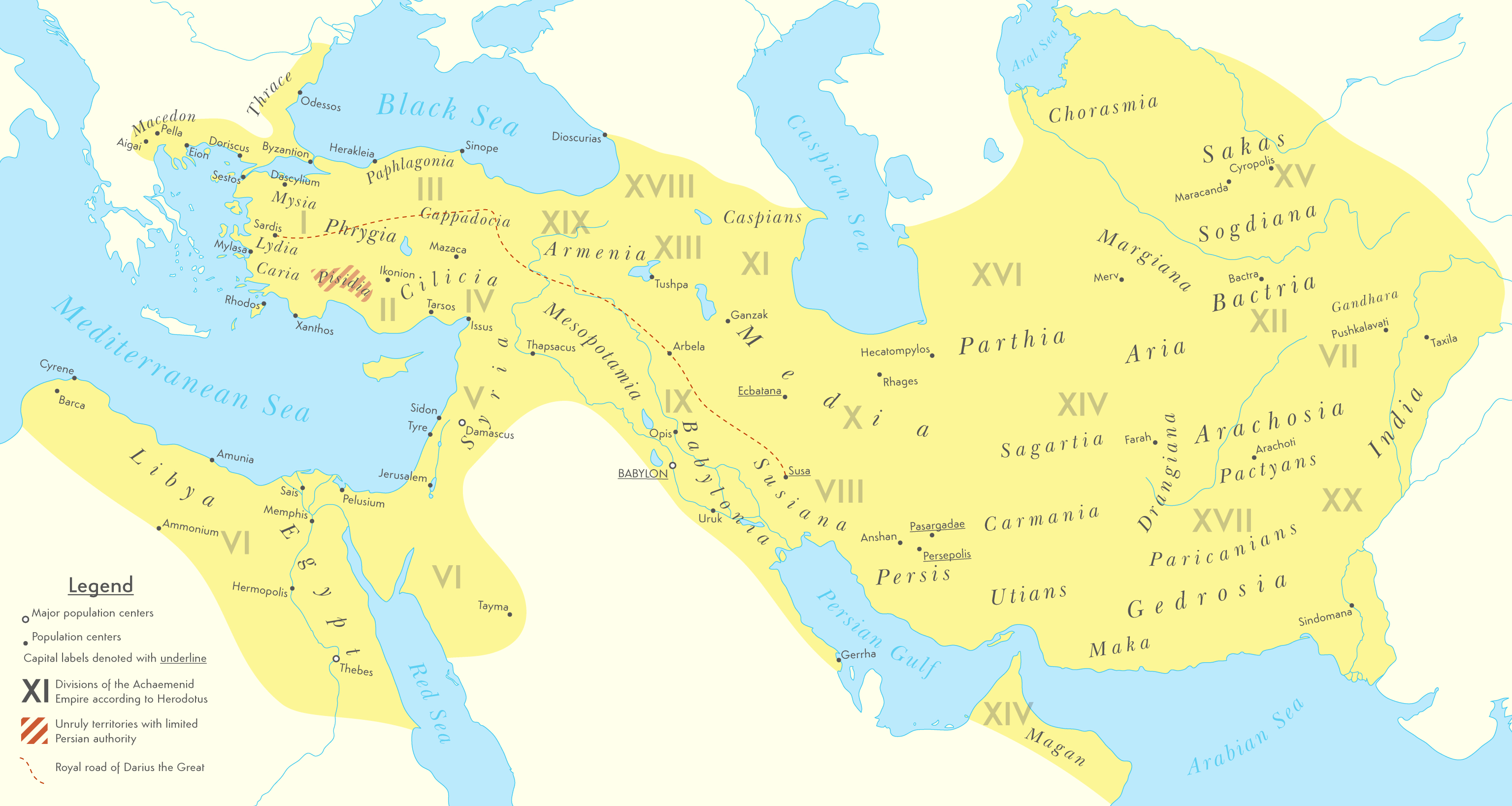
Imperi Aquemènida el 500 a.C.. Els números romans indiquen les divisions administratives de l'imperi (satrapies).

Mentre que la fi de l'Imperi Aquemènida està simbolitzada per la crema de Persèpolis per part d'Alexandre el Gran (ca. 330/329 a.C.), la caiguda de la ciutat va contribuir paradoxalment a la preservació dels arxius administratius aquemènides. Segons l'evidència arqueològica, la crema parcial de Persèpolis no hauria afectat directament les tauletes, però sí que hauria pogut provocar l'esfondrament de part de la muralla nord de la fortificació on estaven guardades. Així s'haurien pogut conservar fins a la seva extracció per part dels arqueòlegs de l'Institut Oriental.
Els milers de tauletes, fragments i impressions de segells dels arxius formen part d'un únic sistema administratiu que una continuïtat de dades de més de cinquanta anys (del 509 al 457 aC). La seva rellevància històrica rau en la informació que transmeten sobre la geografia, l'economia i l'administració, així com la religió i les condicions socials de la regió de Persèpolis des del regnat de Darios el Gran fins al d'Artaxerxes I.
Els arxius administratius de Persèpolis són la font primària existent més important sobre el funcionament intern de l'Imperi Aquemènida, encara que no són utilitzats completament com a tal per la majoria d'historiadors.

## Arxiu de la Fortificació de Persèpolis
L'Arxiu de fortificació de Persèpolis (en anglès Persepolis Fortification Archive, PFA), també conegut com a Tauletes de la Fortificació de Persèpolis (en anglès Persepolis Fortification Tablets, PFT), és un fragment dels registres administratius aquemènides de recepció, impostos, transferència, emmagatzematge d'aliments (cereals, fruites), bestiar (ovelles i cabres, bovins i aus de corral), productes elaborats (farina, pans i altres productes de cereals, cervesa, vi, fruita processada, oli i carn) i subproductes (pells) a la regió al voltant de Persèpolis (la major part de l'actual província de Fars), i la seva redistribució. als déus, la família reial, els cortesans, els sacerdots, els oficiants religiosos, els administradors, els viatgers, els treballadors, els artesans i el bestiar.
El 1935, les autoritats iranianes van cedir l'arxiu de la fortificació a l'Institut Oriental, que es va encarregar de desxifrar les tauletes escrites en elamita i depublicar-les. L'arxiu va arribar a Chicago el 1936 i va començar a ser investigat l'any següent. No va ser fins al 1969, quan Richard Hallock va publicar una edició de 2.087 d'aquestes tauletes en elamita desxifrades, que van portar al renaixement dels estudis aquemènides als anys setanta. El projecte a llarg termini, que abasta més de set dècades, encara no ha acabat.
153 tauletes, aproximadament 30.000 fragments i un nombre desconegut de tauletes no inscrites van ser retornats a l'Iran els anys cinquanta, i a dia d'avui ja se n'han tornat 450, a més de desenes de milers de fragments.

### Troballa
El març de 1933, les excavacions dirigides per Ernst Herzfeld, que varen durar un any, per a l'Institut Oriental, van descobrir desenes de milers de tauletes d'argila sense coure, fragments molt trencats i bullae, ordenats, en dues grans sales que semblaven una biblioteca. Les tauletes i els fragments sense netejar es van cobrir amb cera i, després d'assecar-se, es van embolicar amb cotó i es van empaquetar en 2.353 caixes numerades seqüencialment per a ser enviades a Chicago.
En aquell moment, Herzfeld va estimar que la troballa incloïa més de 30.000 tauletes i fragments d'argila inscrits i segellats. Tanmateix, no va deixar notes precises i mai va publicar un informe arqueològic adequat.

### Ubicació
L'Arxiu de la Fortificació es va trobar a la cantonada nord-est de la terrassa de Persèpolis, dins de dues sales de la muralla ensorrada. Les tauletes haurien estat emmagatzemades en un petit espai prop de l'escala de la torre del mur de la fortificació. Es creu que el pis superior es va ensorrar durant la conquesta macedònia. L'entrada a les habitacions va ser tapiada a l'antiguitat.

### Components
Hi ha tres tipus principals de tauletes i fragments a l'Arxiu de la Fortificació:
- Les restes de més de 15.000 registres originals escrits en elamita cuneïforme.[15]
- Prop de 1.000 fragments de registres oficials en arameu.
- I al voltant de 5.000 fragments sense cap mena d'inscripció llevat de segells.

La relació entre tots tres tipus de documents no és del tot clara.

### Nombres
Segons dades del 2010, a l'Institut Oriental s'hi troben entre 20.000 i 25.000 tauletes i fragments que representen prop de 15.000-18.000 registres originals.
La mida de l'arxiu original podria haver estat de fins a 100.000 tauletes elamites.
La mida de l'arxiu original durant tot el regnat de Darios el Gran, del 522 al 486 aC, pel que fa al registre de productes alimentaris, podria haver arribat als 200.000.

### Àmbit
L'Arxiu de la Fortificació cobreix setze anys, del 509 al 493 a.C., corresponents amb els anys 13 i 28 respectivament del regnat de Darios. La distribució cronològica de l'arxiu és desigual, amb la major concentració de documents dels 22è i 23è anys.

### Registres elamites
La comprensió actual de l'arxiu de la fortificació es basa en una mostra dels registres elamites, que inclouen 2.120 textos publicats per Richard Hallock (2.087 tauletes el 1969 i 33 el 1978), així com l'anàlisi de 1.148 segells que acompanyen els registres publicats. També s'han publicat unes 20 tauletes noves després de Hallock per altres experts.
La majoria dels registres elamites són memoràndums de transaccions individuals. El primer text datat conegut es va escriure el primer mes del tretzè any de regnat de Darios el Gran (a l'abril del 509 a.C.) i el darrer el dotzè mes del vint-i-vuitè any de regnat (març/abril de 493 aC).
Els registres elamites esmenten uns 150 llocs de la regió controlada per l'administració aquemènida — la gran part de l'actual Fars i potser també parts del modern Khuzestan.

#### Exemple
Tot seguit es mostra la transliteració i la traducció d'un registre elamita de l'Arxiu de la Fortificació, per part de Richard Hallock:

PF 53

2 w.pi-ut kur-min m.Šu-te-na-na Ba-ir-ša-an ku-ut-ka hu-ut-ki+MIN-nam
Ba-ka-ba-da Na-ba-ba du-iš-da be-ul 21-na
2 (BAR de) figues, subministrades per Šutena, van ser portades (a) Persèpolis, per a les botigues (reials).
Bakabada (i) Nababa (ho) van rebre. 21è any.

La lletra <š> representa el fonema /ʃ/.

### Registres arameus
S'han identificat unes 680 tauletes i fragments amb textos monolingües en arameu imperial.
Gairebé tots els registres arameus es formen al voltant de cordes nuades i o bé són segellats i inscrits o bé escrits amb tinta, i s'assemblen als registres elamites. Són registres de transport i emmagatzematge d'aliments, de desemborsament de llavors, de provisions per als viatgers i de racions per als treballadors.

### Registres buits
Més de 5.000 tauletes i fragments només tenen impressions de segells. Gairebé tots aquests registres es formen també al voltant de cordes nuades. Cap d'aquests registres porta segells d'alts funcionaris de l'administració.
S'han trobat botons i monedes, tant d'aquemènides com d'atenenques, que fan la funció de segells.

### Segells

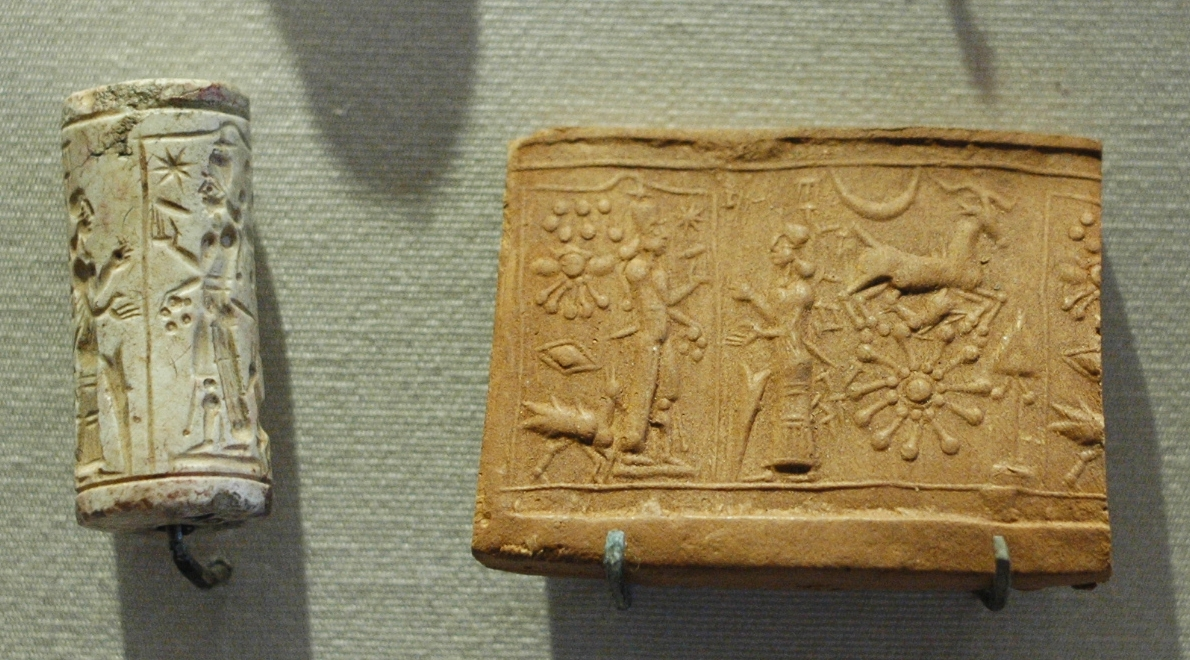
Exemple d'un segell cilíndric (esquerra) amb la impremta sobre argila (dreta).

S'han identificat més de 2.200 segells cilíndrics i estampes distints, entre els quals escenes de combat heroic, caça, culte, animals en combat i dissenys abstractes.
Més de 100 segells tenen inscripcions que n'identifiquen el propietari i molts dels de les tauletes elamites es poden associar a funcionaris administratius de Persèpolis encarregats dels arxius, com ara Parnâkka (en persa antic *Farnaka ).

### Registres en altres idiomes
Persèpolis era una capital cosmopolita i multicultural, on hi habitaven persones de diversos orígens. Aquesta realitat es va arribar a plasmar en l'administració del regne, amb exemples com els següents:
- Una tauleta escrita en grec que registra una mesura de vi i el nom arameu d'un mes.[34]
- Una tauleta escrita en persa antic que enregistra el desemborsament d'una mercaderia seca entre cinc pobles.[34]
- Una tauleta escrita en accadi babilònic que representa un document legal que registra la compra d'un esclau a Persèpolis durant el regnat de Darios.[35]
- Una tauleta en frigi que no ha pogut ser interpretada.[36]
- Una tauleta escrita en cuneiforme, la llengua de la qual no s'ha pogut identificar.[2]

### Importància
Abans del descobriment d'aquests arxius, les fonts d'informació principals sobre l'Imperi Aquemènida provenien de fonts secundàries, sovint poc fiables, com ara d'Heròdot i dels antics historiadors contemporanis d'Alexandre el Gran, així com de les referències bíbliques fetes a l'Antic Testament, la qual cosa proporcionava una visió poc imparcial i esbiaixada de la civilització persa.
L'arxiu de la fortificació és un sistema administratiu i arxivístic sofisticat i complet, que representa una economia institucional altament complexa i extensa, fruit d'una planificació a llarg termini i a gran escala. L'arxiu ofereix una oportunitat per a la investigació sobre l'organització i l'estatus dels treballadors, la demografia regional, les pràctiques religioses, la via reial, la relació entre la institució estatal i les parts privades i la gestió de registres de l'imperi. La investigació dona una millor comprensió del territori sota control dels sàtrapes i administradors de Persèpolis i de l'estructuració del territori imperial. S'han trobat tant homes com dones entre els treballadors de la ciutat. Algunes rebien més racions que qualsevol dels seus homònims masculins, probablement a causa del rang sociolaboral o per causa d'habilitats especials. També s'esmenten les mares novelles, les quals rebien el doble de racions si tenien nens en comptes de nenes.
Les paraules i noms propis perses als registres elamites i arameus representen un dels corpus més extensos que existeixen de les llengües iràniques de l'antiguitat.

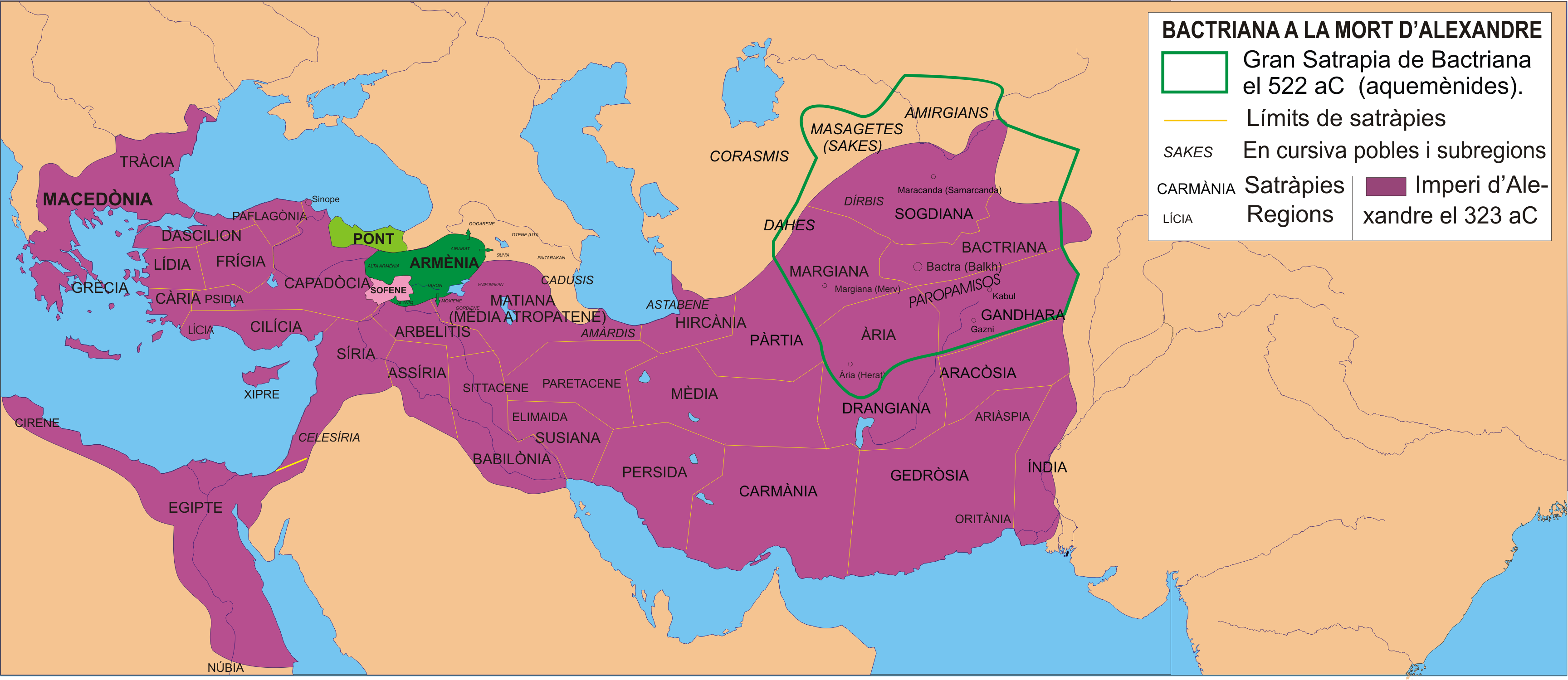
La satrapia de Bactriana dins de l'Imperi Macedoni, el 323 a.C., comparada amb el territori que abastava el 522 a.C. (encerclat en verd).

Altres fragments en elamita trobats a altres llocs de l'Imperi aquemènida apunten a pràctiques comunes i activitats administratives similars. Els registres trobats a Bactriana, una de les satrapies de l'imperi, utilitzen un vocabulari administratiu i una comptabilitat semblants als dels arxius de Persèpolis.
El descobriment d'un registre escrit en persa antic per a una tasca administrativa rutinària desafia la idea anteriorment sostinguda que el persa no es feia servir a l'administració.

### Denúncia històrica
L'any 2004, l'Arxiu de Fortificació de Persèpolis va quedar atrapat enmig d'un litigi històric al sistema del Tribunal Federal dels EUA.
L'any 1997 cinc turistes nord-americans van morir i molts més van resultar ferits quan uns terroristes de Hamàs van obrir foc i van fer explotar maletes bomba en un centre comercial de Jerusalem.
El 2001, els supervivents de l'atac i els seus familiars van denunciar Hamàs i l'Iran, tot al·legant que l'Iran havia proporcionat suport financer als terroristes. va acabar concedint 71,5 milions de dòlars en danys compensatoris als afectats i va condemnar l'Iran a pagar 300 milions de dòlars en concepte de danys punitius.
Per poder reclamar els diners, els demandants van denunciar diversos museus nord-americans en un intent d'apropiar-se d'artefactes i col·leccions arqueològiques iranianes i després vendre'ls. L'Institut Oriental i l'Arxiu de Fortificació de Persèpolis formaven part d'aquest grup.
El cas, Rubin v. Islamic Republic of Iran, es va portar a judici el 4 de desembre de 2017 i el 21 de febrer de 2018 el veredicte es va decantar a favor de l'Iran, ja que els artefactes no s'havien utilitzat comercialment i, per tant, no podien ser expropiats.

### Projecte PFA
L'amenaça de perdre l'Arxiu de Fortificació de Persèpolis a causa del litigi va impulsar l'Institut Oriental a accelerar i ampliar el Projecte PFA. Així doncs, l'any 2006, estudiants de diverses universitats, i voluntaris sota la direcció del Dr. Matthew Stolper, professor d'assiriologia, van iniciar la digitalització de l'arxiu.

## Arxiu de la Tresoreria de Persèpolis
Les excavacions dirigides per Erich Schmidt a Persèpolis entre 1934 i 1939 per a l'Institut Oriental van descobrir un segon grup de tauletes i fragments d'argila que es van acabar coneixent com l'Arxiu de la Tresoreria (PTA) (o Tauletes de la Tresoreria de Persèpolis). Es van empaquetar en petites caixes de cigarrets metàl·liques per a enviar-les a Teheran.
L'Arxiu de la Tresoreria conté principalment els pagaments fets en argent als treballadors i artesans empleats a la zona de la ciutat en comptes de racions parcials o completes en concepte d'ovelles, vi o gra . Alguns registres són cartes administratives que ordenen pagaments a grups de treballadors i que confirmen que aquests pagaments es van realitzar.

### Ubicació
L'Arxiu de la Tresoreria de Persèpolis es va trobar a la part sud-est de la terrassa de Persèpolis, al bloc d'edificis que havia estat identificat com la tresoreria reial i on es van trobar petites peces de fulles d'or.

### Components
S'han trobat dos tipus principals de tauletes i fragments a l'Arxiu de la Tresoreria:
- Registres en elamita i escriptura cuneïforme.
- Objectes sense inscripció, majoritàriament segells.

A més s'ha trobat també una tauleta escrita en accadi babilònic que informa d'impostos pagats en plata per tres (3) persones en un lloc desconegut durant el dinovè i vintè anys de regnat de Darios I.

### Nombres
Es van trobar un total de 746 tauletes i fragments d'argila: 198 de grans i 548 de més petits. Les autoritats iranianes van lliurar 46 tauletes d'argila a l'Institut Oriental i la resta van ser enviades al Museu de l'Antic Iran (actual Museu Nacional de l'Iran), a Teheran, on es troba exposada una part de la col·lecció des del 1998. Durant l'excavació també es van trobar 199 segells sense inscripcions.

### Àmbit
L'Arxiu del Tresor cobreix trenta-cinc anys (492-457 a.C.), des del trentè any de regnat de Darios fins al setè d'Artaxerxes I, amb la major concentració als anys 19 i 20 del regnat de Xerxes I (466-465 a.C.).

#### Exemple
Transliteració i traducció d'un registre elamita de l'Arxiu de la Tresoreria, per George Cameron:

Núm. 1957:5

ma-u-ú-iš kán-za-bar-ra tu-ru-iš ir-da-tak-ma na-an KI. MIN 2 kur-šá-am KÚ. BABBAR şa-ik pír-nu-ba-ik
gal-na SÌ. SÌ-du gal ruh mu-ši-in sìk-ki-ip i-ia-an-uk-ku-ma ma-u-ú-iš da-ma gal
Edge [ITU ha-ši-ia-ti]-iš-
Reverse n [a be-ul] 19-um-me-man-na 4 ruh un-ra [Línies 12-15 completament destruïdes li ]-ka du-me
ba-ka-gi-ia(sic!)-ik-mar
(A) Vahush el tresorer parla, Artataxma diu: 2 karsha d'argent, la meitat restant del sou,
dona com a sou als homes, comptables a la cort, subordinats de Vahush.
(És) el salari del mes Açiyadiya(?) del 19è any.
4 homes, cadascun...
Les línies 12-15 van ser destruïdes.
[Aquesta ordre segellada] s'ha donat. El rebut (va venir) de Bagagiya.

### Importància
Els arxius de Persèpolis són un recurs important per a l'estudi les llengües de l'imperi. A més, el de la tresoreria contribueix a l'estudi de la història econòmica, ja que proporciona un registre de la introducció i adopció de monedes de plata a l'economia regional de Persèpolis.

## Altres registres aquemènides de Persèpolis
Les excavacions dirigides per Akbar Tajvidi entre 1968 i 1973 van recuperar més tauletes d'argila. Excavant les torres superiors de la muralla de fortificació al cim de Kuh-e Rahmat (Muntanya de la Misericòrdia), els excavadors van trobar bullae segellades i sense inscripcions. De cinquanta-dos segells trobats, alguns eren semblants als trobats a l'Arxiu de la Tresoreria.
Les excavacions planificades, com a la part sud-est de la terrassa de Persèpolis i a les fortificacions de muntanya, podrien descobrir més arxius.

## Recursos en línia
- OCHRE - The Online Cultural and Historical Research Environment - Situada a l'Institut Oriental de la Universitat de Chicago, és la principal base de dades en línia per al projecte de l'Arxiu de la Fortificació (PFA), en la qual es poden visualitzar tots els documents fins ara trobats.[57]
- InscriptiFact - The West Semitic Research Project - És un projecte de la Universitat del Sud de Califòrnia (USC) que, amb la col·laboració de l'Institut Oriental de Chicago, ofereix imatges d'alta resolució de les tauletes de l'Arxiu de la Fortificació.[57]
- CDLI - The Cuneiform Digital Library Initiative - iniciativa de la Universitat de Califòrnia, Los Angeles, (UCLA) que proporciona imatges en línia ràpides i de baixa resolució de les tauletes elamites de l'Arxiu de la Fortificació.[57]
- Achemenet and MAVI - Del Collège de France, és un lloc per a estudis aquemènides, que ofereix edicions completes i traduccions dels components de l'Arxiu de la Fortificació de Persèpolis. Aquestes edicions estan enllaçades a la interfície MAVI per veure imatges en línia d'alta resolució al Museu Virtual Aquemènida.[57]
- ARTA - Achaemenid Research on Texts and Archaeology[Enllaç no actiu] - També del Collège de France, és el lloc de la revista en línia d'estudis aquemènides, que ofereix butlletins periòdics sobre els descobriments realitzats durant l'estudi dels arxius de Persèpolis.[57]

### En anglès
- Arfaee, Abdolmajid: Persepolis Fortification Tablets, Fortification and Treasury texts, Ancient Iranian Studies v. 5., The Center for The Great Islamic Encyclopedia, Tehran, Iran, 2008.
- Briant, Pierre: From Cyrus to Alexander, a History of the Persian Empire, Winona Lake, 2002.
- Briant, Pierre, Wouter Henkelman, and Matthew Stolper (eds.): L’archive des Fortifications de Persépolis: État des questions et perspectives de recherches, Persika 12, Paris, 2008.
- Brosius, Maria: Women in Ancient Persia 559-331 B.C., Oxford, 1996.
- Brosius, Maria (ed.): Ancient Archives and Archival Traditions. Concepts of Record-Keeping in the Ancient World, Oxford, 2003.
- Curtis, John and Tallis, Nigel (eds.): Forgotten Empire: the World of Ancient Persia, London, 2005.
- Henkelman, Wouter F.M.: The Other Gods Who Are: Studies in Elamite-Iranian Acculturation based on the Persepolis Fortification Texts, Achaemenid History 14, Leiden, 2008.
- Kuhrt, Amélie: "Bureaucracy, Production, Settlement" in Kuhrt, Amélie: The Persian Empire, a Corpus of Sources from the Achaemenid Period, 2 Vols., London, 2007.

### En farsi
- Rahimifar, Mahnaz: "Mo‘arafī-ye barxi az barčasbhā-ye geli-ye Taxt-e Jamšīd", Bāstān Šenāsī, 1:72-76, 2005.
- Tadjvidi, Akbar: Dānistānihā-ye nuvīn dar barāh-e hunār va bāstānšināsi-ye asr-e Hakhāmaniši bar bunyād-e kāvushā-ye panj sālah-e Takht-e Jamshīd, Tehran, 1976.